# 836 v.Chr.
Het jaar 836 v.Chr. is een jaartal volgens de christelijke jaartelling.

## Gebeurtenissen

### Egypte
- Hogepriester Osorkon probeert al vier jaar in Thebe zijn macht uit te breiden.
- In Opper-Egypte maakt Harsiese aanspraak op het priester-koningschap van Amon.
- In Egypte breekt een burgeroorlog uit die 27 jaar zal duren.

### Assyrië
- Koning Salmanasser III ontvangt schatting van de Meden en de Perzen.